# Saint-Martin-de-Bonfossé

Saint-Martin-de-Bonfossé este o comună în departamentul Manche, Franța. În 1 ianuarie 2022 avea o populație de 536 de locuitori.